# 柏雷·葛萊姆斯
柏雷·亞蘭·葛萊姆斯（英語：Burleigh Arland Grimes，1893年8月18日—1985年12月6日），為美國職棒大聯盟的投手。葛萊姆斯是大聯盟史上最後一位獲准使用口水球的投手。他生涯拿下270勝，並參與四次世界大賽。1954年，他入選威斯康辛州運動員名人堂。10年後，他成功入選美國棒球名人堂。

## 職業生涯

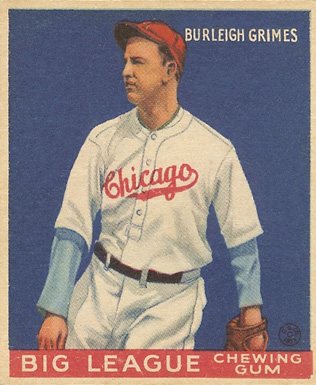
葛萊姆斯的棒球卡

1916年9月10日，葛萊姆斯登上大聯盟。1917年，他曾連續13場先發無關勝敗。1918年，他因為一場球員大交易被交易到羅賓隊。1920年，因為大聯盟發生口水球砸死人事件，因此聯盟宣布禁止使用口水球。不過葛萊姆斯和其餘16名投手仍獲得准許繼續使用。
在羅賓隊待了9年後，葛萊姆斯輾轉不少球隊。1931年，他隨著紅雀隊打進世界大賽。儘管葛萊姆斯在第七戰開打前發生椎骨錯位，他仍投8.2局失2分奪勝。1932年，紅雀將葛萊姆斯交易到小熊，換來哈克·威爾森和Bud Teachout。之後他又重回紅雀兩年，並輾轉洋基與海盜，最後於1934年退休。葛萊姆斯退休，也代表所有使用過口水球的球員已全數於大聯盟絕跡。據傳葛萊姆斯投球前，會假裝朝打擊練習區的球員丟球，以此挫挫對方銳氣。不過葛萊姆斯曾表示法蘭基·弗里許和保羅·華納兩位名人堂球員完全不吃他這一套，而這兩位球員生涯對戰葛萊姆斯也都居於上風。許多人都說葛萊姆斯在場下態度非常和善，與場上充滿霸氣判若兩人。生涯初期的葛萊姆斯在比賽前只會和隊友Ivy Olson談話，也只和一位叫做Mathias Schroeder的非大聯盟選手進行傳接球。據葛萊姆斯的羅賓隊友所述，他們全隊對於Schroeder這個人一無所知，只知道他是葛萊姆斯一位非常好的鄰居朋友。
葛萊姆斯生涯曾和36名未來的名人堂球員當過隊友，為大聯盟球員之最。

## 退休之後
1935年，葛萊姆斯在小聯盟球隊擔任球員兼總教練。該年他拿下10勝5敗，防禦率2.34。1937年和1938年，葛萊姆斯擔任道奇隊的總教練，當時貝比·魯斯還是葛萊姆斯底下的其中一名教練。後來葛萊姆斯因為率隊戰績不佳遭到解雇，並由里歐·德羅許爾接替總教練的位置。後來葛萊姆斯在其他球隊擔任球探，他在金鶯隊擔任球探時還相中了吉姆·帕爾默和Dave McNally兩名年輕投手，最後金鶯隊靠著這兩位投手在1960年代締造出一波冠軍王朝。
葛萊姆斯在1948年曾到洋基隊的獨立聯盟球隊協助執教，並在那裡發掘了洋基未來名人堂球員米奇·曼托。

## 晚年
1964年，葛萊姆斯入選名人堂。1981年，Lawrence Ritter和Donald Honig將他評為棒球史上百大傑出選手之一。
1985年12月6日，與癌症奮鬥多年的葛萊姆斯去世，享壽92歲。最後他被葬在澄湖公墓內。

## 外部連結
- 球員資訊和成績在MLB，ESPN，Retrosheet ，Baseball Reference ，Baseball Reference (Minors) ，Fangraphs ，The Baseball Cube （英文）